# 伊吹英明
伊吹 英明（いぶき ひであき、1967年7月2日 - ）は、日本の経産官僚。経済産業省製造産業局長兼経済産業省大臣官房グリーン成長戦略室長。血液型はB型。父は衆議院議長、財務大臣、自由民主党幹事長などを務めた伊吹文明。

## 来歴
ロンドンで生まれ、東京都で育つ（略歴書上の出身地は京都府）。東京学芸大学附属高等学校から東京大学に入学。1990年 東大経済学部経済学科在学中に国家公務員一種試験（経済）に合格。1991年 東大経済学部経済学科を卒業し、通商産業省に入省（産業政策局調査課）。
1998年7月からバンダービルト大学へ留学し、2000年6月にMBAを修得。
この間に経済産業省製造産業局自動車課長、中小企業庁長官官房総務課長、内閣官房内閣審議官（内閣官房副長官補（内政担当）付）兼内閣官房東京オリンピック競技大会・パラリンピック競技大会推進本部事務局企画・推進統括官などを務める。
2021年10月1日 近畿経済産業局長。2023年7月4日 経済産業省製造産業局長兼大臣官房グリーン成長戦略室長。

## 略歴
- 1991年4月：通商産業省に入省（産業政策局調査課）[3]。
- 1996年5月：特許庁総務部総務課法規班長。
- 1998年7月：バンダービルト大学へ留学。
- 2000年6月：新潟県商工労働部新産業振興課長。
- 2002年4月：経済産業省製造産業局産業機械課長補佐。
- 2004年6月：内閣府政策統括官（経済財政運営担当）付参事官（企画・経済対策担当）付。
- 2005年4月：内閣府政策統括官（経済財政運営担当）付参事官（企画担当）。
- 2006年6月：経済産業省貿易経済協力局貿易振興課長補佐。
- 2007年6月：経済産業省通商政策局通商政策課長補佐（政策企画委員）。
- 2008年6月：外務省在英国大使館参事官。
- 2011年7月：経済産業省商務情報政策局文化情報関連産業課長。
- 2013年6月：経済産業省商務情報政策局生活文化創造産業課長。
- 2014年7月：経済産業省製造産業局自動車課長。
- 2016年6月：経済産業省大臣官房参事官（商務流通保安グループ担当）。
- 2017年7月：中小企業庁長官官房総務課長。
- 2018年7月：内閣官房内閣参事官（内閣官房副長官補（内政担当）付） 兼 内閣官房東京オリンピック競技大会・パラリンピック競技大会推進本部事務局参事官。
- 2019年7月：内閣官房内閣審議官（内閣官房副長官補（内政担当）付） 兼 内閣官房東京オリンピック競技大会・パラリンピック競技大会推進本部事務局企画・推進統括官 兼 内閣官房東京オリンピック・パラリンピックレガシー推進室審議官。
- 2021年10月1日：近畿経済産業局長。
- 2023年7月4日：経済産業省製造産業局長 兼 大臣官房グリーン成長戦略室長。